# Żółty Filar

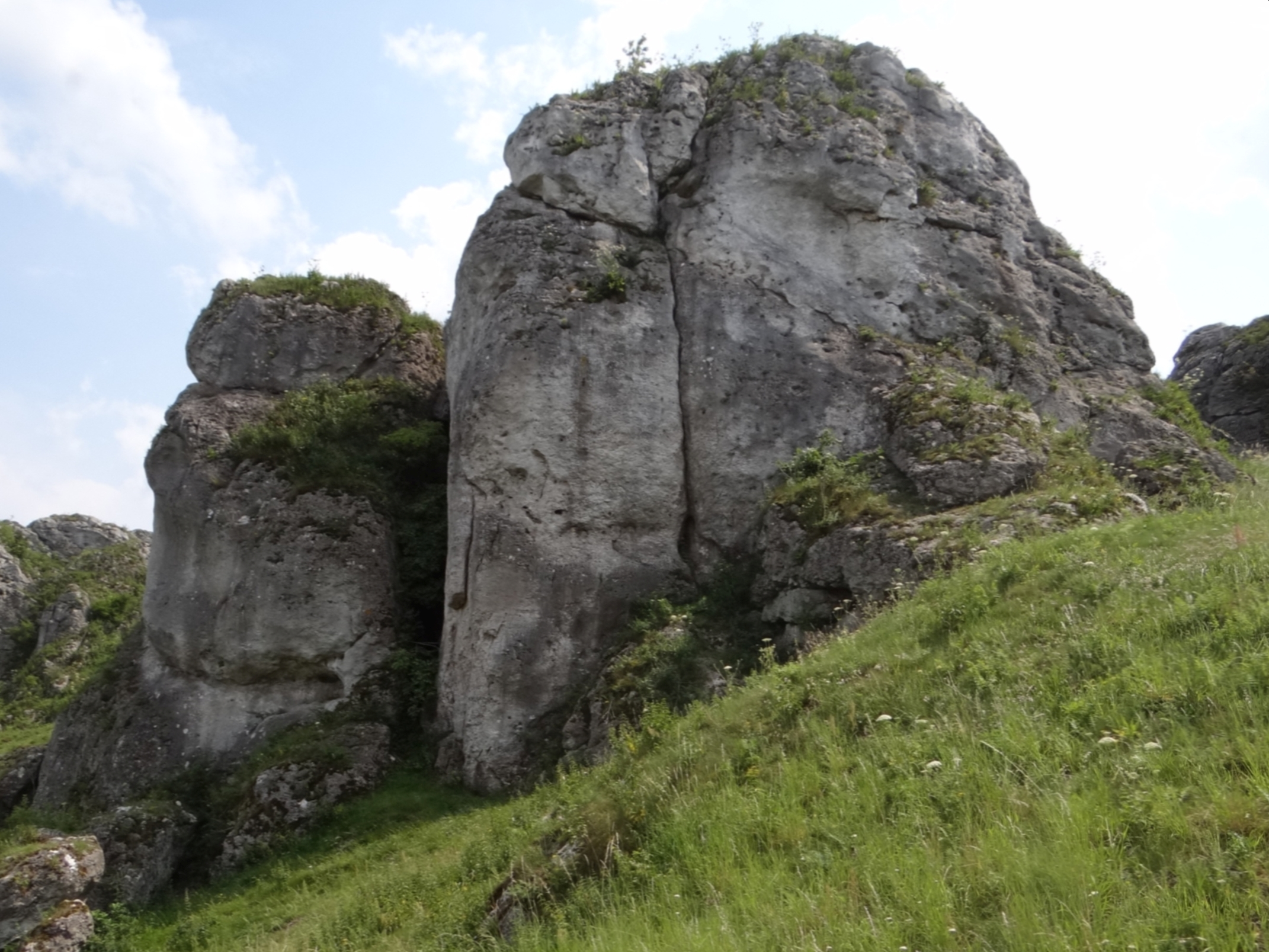
Filar Adeptów i Żółty Filar (po prawej stronie)

Żółty Filar – skała w ruinach Zamku w Olsztynie w miejscowości Olsztyn w województwie śląskim, w powiecie częstochowskim, w gminie Olsztyn. Jest to środkowa z trzech blisko siebie stojących skał. W kolejności od północy na południe są to: Filar Adeptów, Żółty Filar i Przekładaniec. Pod względem geograficznym jest to teren Wyżyny Częstochowskiej.
Wapienna skała znajduje się na terenie otwartym, na trawiastym zboczu w środkowej części ruin zamku. Przez cały dzień znajduje się w pełnym słońcu. Wspólnota gruntowa będąca właścicielem zamku zezwoliła uprawiać na niej wspinaczkę skalną. Skała ma wysokość 16 metrów i pionowe lub połogie ściany. Wspinacze skalni zaliczają je do sektora Skał przy Zamku. Jest na niej 7 dróg wspinaczkowych o trudności od III+ do VI.2+ w skali Kurtyki i możliwość poprowadzenia jeszcze jednej drogi. Pięć dróg ma zamontowane stałe punkty asekuracyjne: (ringi (r) i stanowiska zjazdowe (st). Skała wśród wspinaczy skalnych cieszy się średnią popularnością.

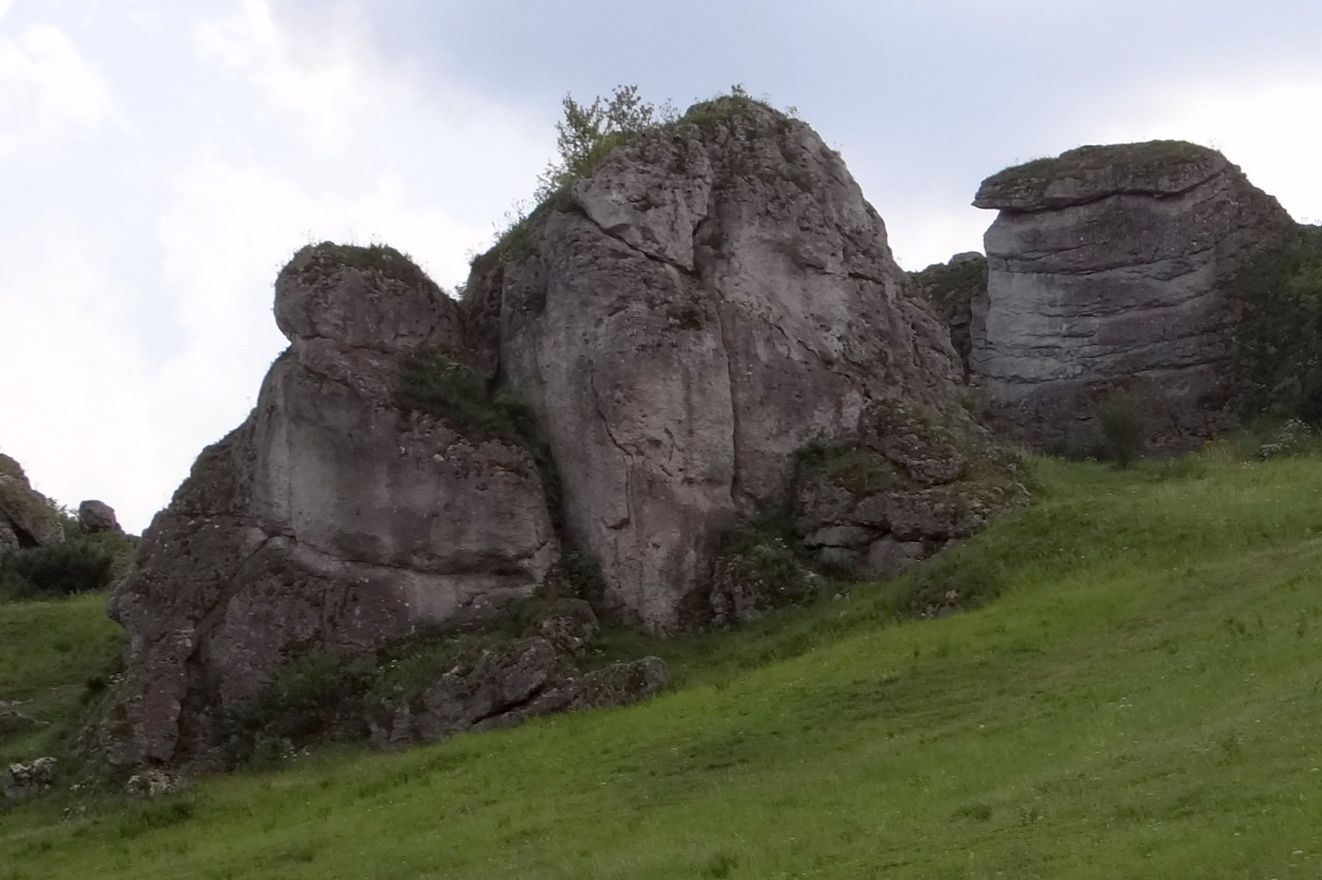
Od lewej: Filar Adeptów, Żółty Filar, Przekładaniec

1. Żółty komin; III
2. Żółty filar; VI+, 5r + st
3. Wolkmenowcy; VI.2+, 5r + st
4. Możliwość
5. Żółta rysa; VI.1
6. Ścianka od rysy; VI.1, 4r + st
7. Muszla; IV, 4r +st
8. Droga za wantą; IV, 4r + st[1].